# Larbi El Hadi
Larbi El Hadi (ur. 27 maja 1961 w Algierze) – algierski piłkarz występujący na pozycji bramkarza. Uczestnik Mistrzostw Świata 1986.

## Kariera klubowa
Podczas Mistrzostw Świata 1986 reprezentował barwy klubu WA Boufarik. W swojej karierze grał również w: IR Santé, MA Hussein Dey, JS Kabylie, Espérance Zarzis i JS El Biar.

## Kariera reprezentacyjna
Larbi El Hadi występował reprezentacji Algierii w latach osiemdziesiątych. Z reprezentacją Algierii uczestniczył w Mistrzostw Świata 1986.
Na Mundialu był drugim bramkarzem. Mimo tego wystąpił w dwóch meczach grupowych z: reprezentację Hiszpanii 0-3 oraz reprezentacją Irlandii Północnej 1-1.
Uczestniczył przegranych eliminacjach do Mistrzostw Świata 1990.